# Université de Nantes
Nantes universitet (franska: Université de Nantes) är ett offentligt universitet i Nantes i Frankrike grundat 1460.[källa behövs] Universitetet placerade sig på plats 401-500 i Times Higher Education ranking 2016.
På nationell nivå och när det gäller placering på forskarnivå rankas Nantes universitet mellan tredje och fjärde plats av 69 universitet, beroende på studieområde. Universitetet har för närvarande cirka 34 500 studenter. Mer än 10 procent av dem är internationella studenter från 110 länder.
Bland de kända alumnerna finns bland annat den tidigare premiärministern Jean-Marc Ayrault, den tidigare jordbruksministern Stéphane Le Foll och FN-tjänstemannen Clément Nyaletsossi Voule.